# Lao Ai
Lao Ai (simplifié : 嫪毐, pinyin : Lào Ǎi), (mort en 238 av. J.-C.) est un eunuque imposteur et un fonctionnaire de l'État Qin pendant la fin de la Période des Royaumes combattants. Il est l'amant de la reine mère Zhao, la mère de Qin Shi Huang, plus tard le premier Empereur de Chine. Il est marquis de Changxin (長信侯). Après une conspiration contre l’empereur, il est exécuté par Qin Shi Huang.

## Biographie
Selon Sima Qian, Lao Ai a un pénis géant, ayant une taille telle qu'elle pouvait être utilisée comme un essieu pour un chariot en bois.
Durant le début du règne de Qin Shi Huang, Lü Buwei cesse sa liaison avec la reine mère Zhao, et introduit Lao Ai à la reine. Par la suite, la reine et Lü Buwei organisent une fausse castration afin de faciliter la présence de Lao Ai auprès de la reine comme eunuque.
Après avoir déménagé à la capitale historique Fengxiang, Lao Ai et la reine ont deux enfants.
En (239 av. J.-C.), Lao Ai atteint son apogée, il a alors plus de mille serviteurs et adeptes.
En (238 av. J.-C.), lorsque l'empereur prend officiellement le pouvoir, il instruit une enquête et découvre la vérité. Acculé, Lao Ai se révolte avec quelques disciples, en utilisant faussement le sceau de la reine mère pour gagner en légitimité.
Sans soutien populaire, les partisans du Lao Ai sont rapidement écrasés. Lao Ai est puni en étant démembré et déchiré par cinq chevaux et ses deux fils sont tués. Ayant d'abord souhaité la mort de sa mère, l'empereur se laisse finalement convaincre de lui accorder la vie sauve. Elle termine sa vie dans l'isolement et meurt en (228 av. J.-C.).